# مستیسو
مستیسو (به اسپانیایی: Mestizo)، (به پرتغالی: Mestiço)، (به فرانسوی: Métis)، در مستعمرات اسپانیا، به کسی و مردمی گفته می‌شود، که تبارشان آمیزه‌ای از اروپایی‌ها و سرخ‌پوستان باشد.
مردم مستیسو در قاره آمریکا از علفزارهای کانادا در شمال تا منطقه پاتاگونیا در آرژانتین پراکنده هستند.
اصلیت واژه مستیسو اسپانیایی است و از ریشه لاتین mixtus به معنی آمیختن است. جمعیت مستیسوها، نزدیک سیصد میلیون نفر برآورد می‌شود. مستیزو تبارها، اکثراً در کشورهای حوزه آمریکای لاتین زندگی می‌کنند.

## درصد مستیزوها در کشورهای آمریکای لاتین و کارائیب
- مکزیک:۷۰ درصد مردم مکزیک از تبار مستیزو (دورگه سفیدپوست و سرخ‌پوست)، ۱۵ درصد سفیدپوست و ۹٫۸ درصد سرخ‌پوست هستند. ۸۲٫۷٪ مردم آن مسیحی کاتولیک و ۷٫۹ درصد پیرو دیگر شاخه‌های مسیحیت هستند.[۳]
- بولیوی:۵۵ درصد مردم بولیوی از تبار سرخ‌پوست، ۳۰ درصد مستیزو (دورگه سرخ‌پوست و سفیدپوست) و ۱۵ درصد سفیدپوست هستند.[۴] دین مردم بولیوی مسیحیت است. ۷۸ درصد مردم بولیوی پیرو کلیسای کاتولیک رومی، ۱۶ درصد پروتستان و ۳ درصد نیز پیرو دیگر شاخه‌های مسیحیت هستند.[۵]
- ونزوئلا:مطالعه‌ای که اخیراً بر روی گروه‌های نژادی انجام شده بیانگر آن است که ۶۰٪ جمعیت ونزوئلا مستیزو (نژاد مختلطی از سفیدپوست‌ها، سیاه‌پوست‌ها و سرخ‌پوست‌ها)، ۲۹٪ «سفیدپوست» (عمدتاً اسپانیایی، ایتالیایی، آلمانی و پرتغالی)، ۸٪ آفریقایی، ۱٪ آمریکایی سرخ‌پوستان ونزوئلا، و ۲٪ آسیایی (چینی، ژاپنی، کره‌ای و نژادهای کشورهای خاورمیانه) هستند.[۶]
- اکوادور:نژاد مردم اکوادور متنوع است. بزرگ‌ترین گروه نژادی در اکوادور مستیزوها هستند، که تلفیقی از اجداد اسپانیایی و سرخ‌پوستان هستند و بیش از ۶۵٪ جمعیت را تشکیل می‌دهند. سرخ‌پوستان اکوادور از لحاظ جمعیتی دوم هستند و حدوداً یک سوم جمعیت فعلی اکوادور معادل ۲۵٪ را تشکیل می‌دهند.[۷]
- پرو:پرو یکی از سه کشور آمریکای لاتین دارندهٔ بزرگ‌ترین جمعیت سرخ‌پوست است؛ حدود ۴۵٪ از کل مردم پرو را سرخ‌پوستان تشکیل می‌دهند. بیشتر آن‌ها در کوه‌های آند جنوبی وجود دارند، اما بخش عمده‌ای از آن‌ها نیز در ساحل جنوبی و مرکزی هستند که به دلیل مهاجرتهای گسترده داخلی برای کار از نواحی دور آند به شهرهای ساحلی به ویژه لیما، طی چهار دهه گذشته به آن‌جا آمده‌اند. در حالی که کوه‌های آند «قلب» مردم بومی پرو است، منطقه آمازونیای این کشور تقریباً ۶۰٪ کل محدوده ملی پرو و بندرگاه‌ها و گروه عمده‌ای از دسته‌های بومی را که تنها از طریق تنازع بقا با هم رقابت می‌کنند، تشکیل می‌دهد. اما، این سرزمین‌های پست گرمسیری به‌طور پراکنده و نایکنواختی با جمعیت اشغال شده است، در سطح ملی، دورگه‌ها دومین بخش بزرگ جمعیت را با حدود ۳۷٪ کل آن، تشکیل می‌دهند.[۸]
- آرژانتین:۹۷ درصد از جمعیت آرژانتین اروپایی‌تبار هستند که بیشترشان از نوادگان مهاجران ایتالیایی و اسپانیایی هستند. ۹۲ درصد از مردم این کشور مسیحی، ۱٫۹ درصد مسلمان و بقیه بی‌دین یا پیرو ادیان دیگر هستند. نژاد مردم آرژانتین به شکل زیر است.[۹]
- سفیدپوست ۹۶٫۷٪
- بومی‌های آرژانتین ۲٫۴٪
- آسیایی ۰٫۵٪
- سیاه‌پوست ۰٫۴
- شیلی:جمعیت این کشور حدود ۱۹٫۱ میلیون نفر است.[۱۰] شیلی یک کشور نسبتاً یک‌دست از لحاظ جمعیت می‌باشد و بیشتر جمعیت آن غالباً اسپانیایی‌تبار بوده و دارای درجات مختلفی از آمیزش با بومیان سرخ‌پوست هستند.
- کلمبیا:بر اساس آمار اکثر کلمبیایی‌ها کاتولیک، اسپانیایی زبان و دورگه مستیزو (اروپایی-سرخ‌پوست) هستند. حدود ۲۵٪ از کلمبیایی‌ها از ریشهٔ خالص اروپایی هستند، ۱۲٪ از آن‌ها سیاه یا آمیخته‌ای از نژاد آفریقایی و اروپایی هستند. اجداد افراد سیاه‌پوست کلمبیایی برای کار در مزرعه به عنوان برده در دورهٔ استثمار به این کشور آورده شده‌اند. آن‌ها نقشی مهم در شکل‌گیری میراث فرهنگی کلمبیا داشته‌اند. حدود ۳درصد مردم کلمبیا آمیخته‌ای از نژاد سیاه و سرخ هستند. ۵درصد افراد این کشور نیز از نژاد خالص سرخ‌پوست هستند.[۱۱][۱۱]
- اروگوئه:

| نژادها در اروگوئه | نژادها در اروگوئه | نژادها در اروگوئه | نژادها در اروگوئه | نژادها در اروگوئه |
| ----------------- | ----------------- | ----------------- | ----------------- | ----------------- |
| نژاد              |                   |                   |                   |                   |
| سفیدپوست          | سفیدپوست          |                   | ۸۵٫۸٪             | ۸۵٫۸٪             |
| دورگه سفید و سیاه | دورگه سفید و سیاه |                   | ۵٫۴٪              | ۵٫۴٪              |
| سیاه‌پوست          | سیاه‌پوست          |                   | ۲٫۷٪              | ۲٫۷٪              |
| دورگه سفید و سرخ  | دورگه سفید و سرخ  |                   | ۲٫۶٪              | ۲٫۶٪              |
| سرخ‌پوست           | سرخ‌پوست           |                   | ۲٫۰٪              | ۲٫۰٪              |
| سه‌نژاده           | سه‌نژاده           |                   | ۰٫۸٪              | ۰٫۸٪              |
| زردپوست           | زردپوست           |                   | ۰٫۵٪              | ۰٫۵٪              |

جمعیت اروگوئه ۳٫۵ میلیون نفر است. ۸۵٫۸٪ جمعیت از نژاد اروپایی سفید می‌باشد که از اصلیت‌های ایتالیایی اسپانیایی و به دنبال آن‌ها انگلیسی، فرانسوی، آلمانی، پرتغالی، ایرلندی، روسی، اسکاندیناویایی و ارمنی، می‌باشند. دولت و کلیسا به‌طور رسمی از یکدیگر مجزا هستند. اغلب مردم اروگوئه به دین کلیسای کاتولیک رم اعتقاد دارند (۶۶٪)، تعداد کمی پروتستان (۲٪) و یهودی و مسیحیان ارمنی (۱٪) و افراد زیادی بدون ایمان (۳۱٪) می‌باشند.
- پاراگوئه:آسونسیون، پایتخت پاراگوئه

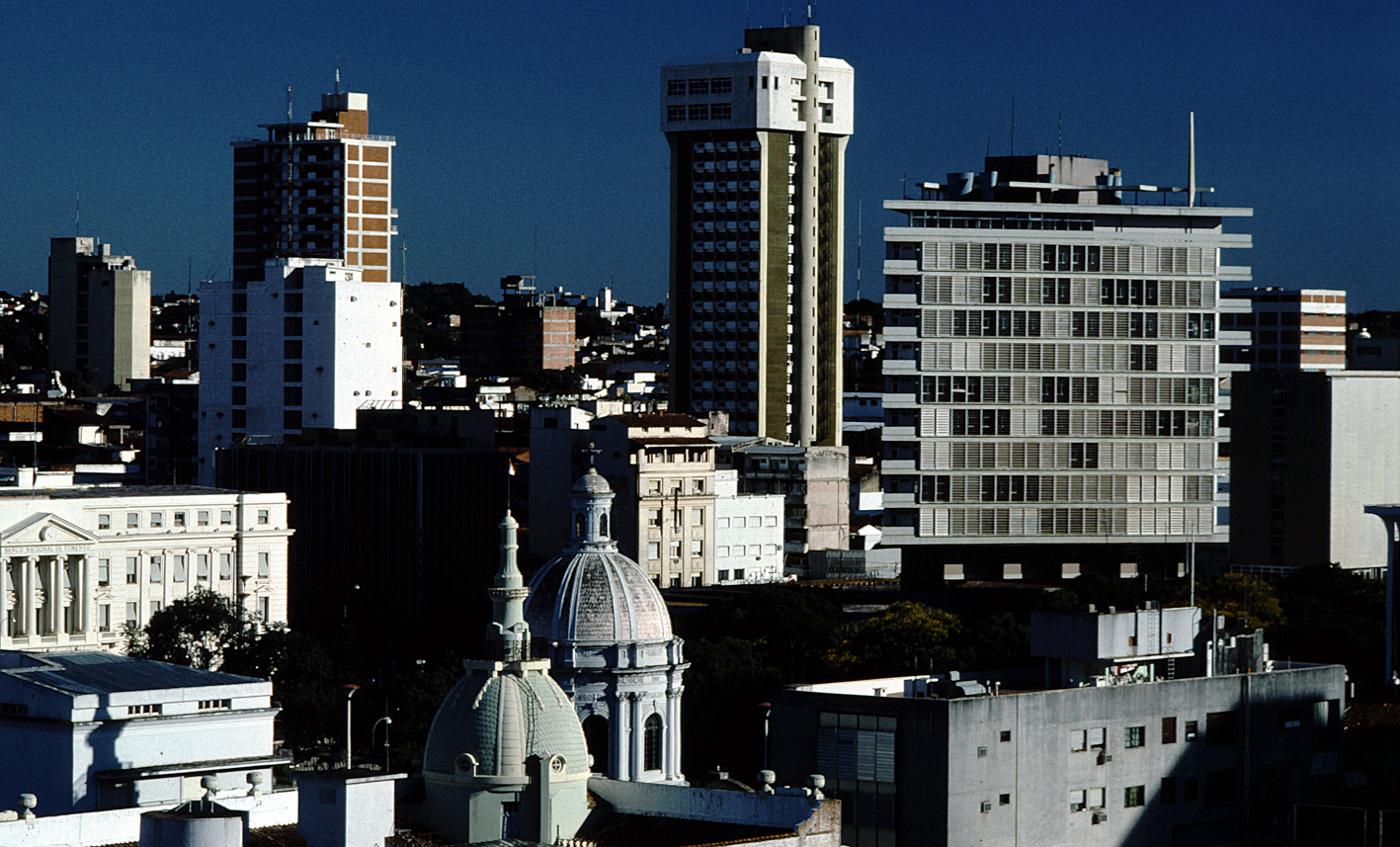
آسونسیون، پایتخت پاراگوئه

از نوع نژاد، فرهنگ و آداب اجتماعی، پاراگوئه یکی از یکدست‌ترین مردمان را در بین کشورهای آمریکای لاتین دارد. حدود ۹۵٪ مردم از نژاد مستیزو اند که ترکیب نژادهای اسپانیایی و گوارانی – سرخ‌پوست است.
- گویان:۴۳٫۵ درصد از مردم گویان هندی‌تبار، ۳۰٫۲ درصد سیاه‌پوست، ۱۶٫۷ درصد دورگه و ۹٫۱ درصد سرخ‌پوست هستند.[۱۵]
- نیکاراگوئه:مستیزوها و زامبوهای نیکاراگوئه‌ای که رنگ پوست آن‌ها سیاه است و بومی منطقه به‌شمار می‌روند و افرادی که با نژاد اروپایی یا چند نژادی اروپایی هستند، رویهم رفته ۸۶٪ جمعیت این کشور را تشکیل می‌دهند؛ به گونه‌ای که ۸۰٪ جمعیت کشور را مستیزوها و زامبوها تشکیل داده و ۶٪ آن را افرادی با نژاد اروپایی که بیشتر اسپانیایی، آلمانی، ایتالیایی و فرانسوی هستند، شامل می‌شوند.[۱۶]
- گواتمالا:حدود ۵۹ درصد از مردم آن از تبار مستیزو (دورگه سرخ‌پوست و اسپانیایی) و ۴۰٫۵ درصد نیز از سرخ‌پوستان مایا هستند، کمتر از یک‌درصد از مردم گواتمالا نیز سفیدپوست هستند.[۱۷]
- هندوراس:جمعیت این کشور ۹٫۸ میلیون نفر و ۹۰ درصد مردم آن از تبار مستیزو (آمیخته از اروپایی و سرخ‌پوست) هستند.[۱۸]
- بلیز:مردم این کشور از تبارهای گوناگون و آمیخته سرخ‌پوست، سفیدپوست و سیاه‌پوست‌اند؛ ۳۶ درصد از مردم بلیز مستیزو (دورگه سرخ‌پوست و سفیدپوست) هستند.[۱۹]
- السالوادور:

| گروه‌های نژادی در السالوادور | گروه‌های نژادی در السالوادور | گروه‌های نژادی در السالوادور | گروه‌های نژادی در السالوادور | گروه‌های نژادی در السالوادور |
| --------------------------- | --------------------------- | --------------------------- | --------------------------- | --------------------------- |
| گروه نژادی                  | گروه نژادی                  |                             | درصد                        | درصد                        |
| مستیزو                      | مستیزو                      |                             | ۸۶٪                         | ۸۶٪                         |
| سفیدپوست                    | سفیدپوست                    |                             | ۱۲٪                         | ۱۲٪                         |
| سرخ‌پوست                     | سرخ‌پوست                     |                             | ۱٪                          | ۱٪                          |

جمعیت این کشور ۶٬۱۰۰٬۰۰۰ نفر است که اکثریت آنان از تبار مستیزو (دورگه سرخ‌پوست و اسپانیایی) هستند. بیشتر مردم السالوادور مسیحی هستند که بیش از نیمی از آن‌ها از پیروان شاخه کاتولیک رومی از مسیحیت هستند.
- پاناما:۷۰ درصد از مردم پاناما از تبار مستیزو (دورگه سرخ‌پوست و سفیدپوست)، ۱۴ درصد سیاه‌پوست، ۱۰ درصد سفیدپوست، و ۶ درصد سرخ‌پوست هستند. ۷۵ تا ۸۵ درصد از مردم این کشور کاتولیک رومی و ۱۵ تا ۲۵ درصد مسیحی اوانجلیست هستند.[۲۱]
- کاستاریکا:جمعیت این کشور ۵٬۱۱۰٬۰۰۰ نفر[۲۲] و زبان رسمی آن اسپانیایی است. ۴۰ درصد از مردم آن سفیدپوست، ۳۱ درصد مستیزو (دورگه سفید و سرخ‌پوست) و بقیه از دیگر نژادها هستند. سفیدپوستان کاستاریکا، بیشتر اسپانیایی‌تبار هستند.

## سیستم نژادی مستعمرات اسپانیا
| میگل کابررا ۱۷۶۳ میلادی | ناشناس (موزهٔ بیریناتو) | آندرس د ایزلاس ۱۷۷۴ میلادی |
| 1. از اسپانیایی با سرخ‌پوست؛ مستیسو. 2. از اسپانیایی با مستیسو؛ کاستا. 3. از اسپانیایی با کاستا؛ اسپانیایی. 4. از اسپانیایی با آفریقایی؛ مولاتو. 5. از اسپانیایی با مولاتو؛ موریسکو. 6. از اسپانیایی با موریسکو؛ آلبینو. 7. از اسپانیایی با آلبینو؛ تورنا اتراس. 8. از اسپانیایی با تورنا اتراس؛ تنته ان ال آیره. 9. از آفریقایی با سرخ‌پوست؛ چینو کامبوخو. 10. از چینو کامبوخو با سرخ‌پوست؛ لوبو. 11. از لوبو با سرخ‌پوست؛ آلباراسادو. 12. از آلباراسادو با مستیسو؛ بارسینو. 13. از سرخ‌پوست با بارسینو؛ سامبویگوا. 14. از کاستا با مستیسو؛ چامیسو. 15. از مستیسو با سرخ‌پوست؛ کویوته. 16. سرخ‌پوستان بی‌دین | 1. از اسپانیایی با سرخ‌پوست؛ مستیسو. 2. از مستیسو با اسپانیایی؛ کاستا. 3. از کاستا با اسپانیایی؛ اسپانیایی. 4. از اسپانیایی با آفریقایی؛ مولاتو. 5. از مولاتو با اسپانیایی؛ موریسکو. 6. از موریسکو با اسپانیایی؛ چینو. 7. از چینو با سرخ‌پوست؛ سالتااتراس. 8. از سالتااتراس با مولاتو؛ لوبو. 9. از لوبو با چینو؛ خیبارو. 10. از خیبارو با مولاتو؛ آلباراسادو. 11. از آلباراسادو با آفریقایی؛ کامبوخو 12. از کامبوخو با سرخ‌پوست؛ سامبیاگا. 13. از سامبیاگا با لوبو؛ کالپملاتو. 14. از کالپملاتو با کامبوخو؛ تنته ان ال آیره 15. از تنته ان ال آیره با مولاتو؛ نو ته انتیندو. 16. از نو ته انتیندو با سرخ‌پوست؛ تورنا اتراس. | 1. از اسپانیایی با سرخ‌پوست؛ مستیسو. 2. از اسپانیایی با مستیسو؛ کاستا. 3. از کاستا با اسپانیایی؛ اسپانیایی. 4. از اسپانیایی با آفریقایی؛ مولاتو. 5. از اسپانیایی با مولاتو؛ موریسکو. 6. از اسپانیایی با موریسکو؛ آلبینو. 7. از اسپانیایی با آلبینو؛ تورنا اتراس. 8. از سرخ‌پوست با آفریقایی؛ لوبو. 9. از سرخ‌پوست با مستیسو؛ کویوته. 10. از لوبو با آفریقایی؛ چینو. 11. از چینو با سرخ‌پوست؛ کامبوخو. 12. از کامبوخو با سرخ‌پوست؛ تنته ان ال آیره. 13. از تنته ان ال آیره با مولاتو؛ آلباراسادو. 14. از آلباراسادو با سرخ‌پوست؛ بارسینو. 15. از بارسینو با کامبوخو؛ کالپملاتو. 16. سرخپوستان وحشی «چیچیمکا» |

### نگارخانه

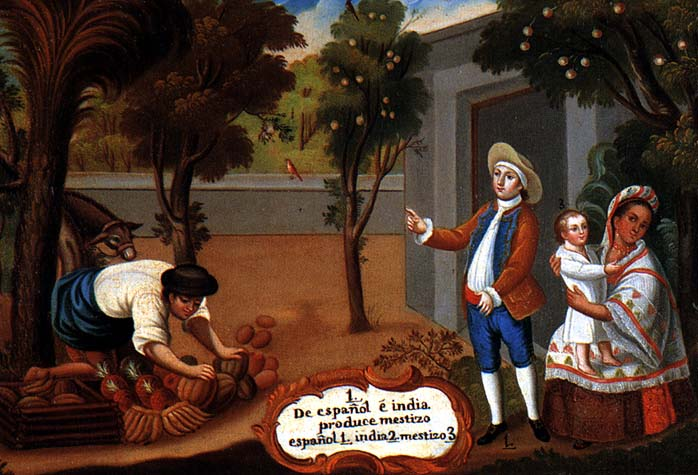
De español e india, produce mestizo (از اسپانیایی با سرخ‌پوست؛ مستیسو).
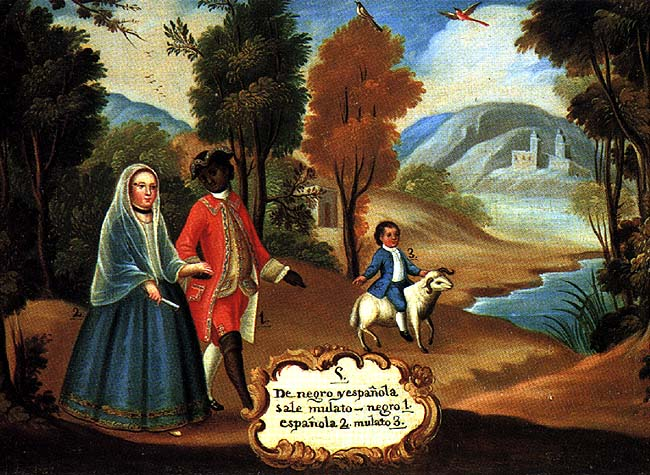
De negro y española, sale mulato (از اسپانیایی با آفریقایی؛ مولاتو).
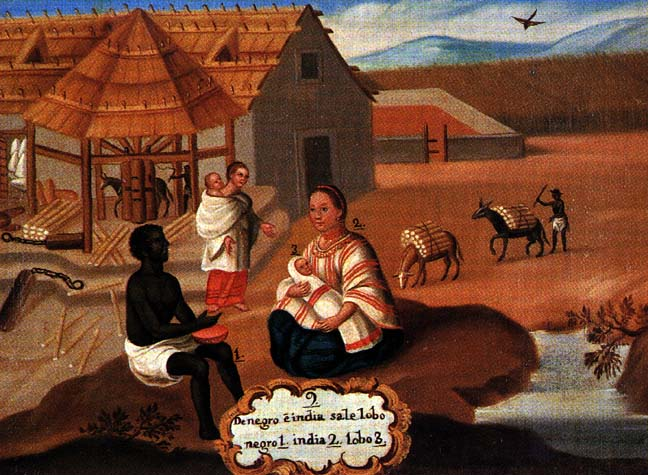
De negro e india, sale lobo (از سرخ‌پوست با آفریقایی؛ لوبو).